# Грасси, Антон
Антон Матиас Грасси (нем. Anton Mathias Grassi; 26 июня 1755, Вена — 31 декабря 1807, Вена) — австрийский скульптор-модельер по фарфору.

## Биография
Антон Матиас Грасси родился в семье итальянского ювелира Оттилио Грасси (1723—1791). Его младший брат — живописец Йозеф Матиас Грасси.
В 1767 году Антон Грасси поступил в специальную школу для скульптoров при Мануфактурном училище Венской академии (Manufakturschule der Wiener Akademie). Там он развил свой особый талант к лепному рельефу под руководством Франца Ксавера Мессершмидта. Совместно с придворным скульптором Иоганном Вильгельмом Бейером он работал над созданием скульптур для дворцового парка Шёнбрунн.
После этого Грасси был назначен модельмайстером (скульптором-модельером) на Венскую фарфоровую мануфактуру, где проработал до самой смерти. После кончины Иоганна Йозефа Нидермайера в 1784 году Грасси возглавил модельную мастерскую. Помимо традиционных расписных фигурок он стал изготавливать фигуры и портретные бюсты из бисквита (неглазурованного фарфора).
С 1790 года Грасси руководил также живописной мастерской. Грасси и его помощники использовали не только традиционные мифологические сюжеты, но и, в качестве образцов, «помпейские мотивы», гротески школы Рафаэля в Ватикане, их воспроизведения в гравюрах и акварелях, знаменитые картины Венской художественной галереи, пейзажи малых голландцев, а также модные в то время сентиментальные портреты художницы А. Кауфман.
В 1793 году Антон Грасси посетил Рим. Этим он заложил важный краеугольный камень для дальнейшего развития модельной мастерской мануфактуры в направлении классицизма. Из Италии он привёз гравюры Джованни Баттисты Пиранези с видами античного и современного Рима и зарисовки гротесков.
В 1794 году Грасси взял на себя управление высшими художественными школами исторической и пейзажной живописи. Среди его главных скульптурных работ — портретные бюсты императора Франца II, эрцгерцога Карла, Антонио Кановы и Йозефа Гайдна.
Его учеником был скульптор-модельер Элиас Гюттер (1789—1857).
В 1894 году именем скульптора в Вене-Пенцинг (14-й округ) была названа улица Grassigasse.

## Галерея

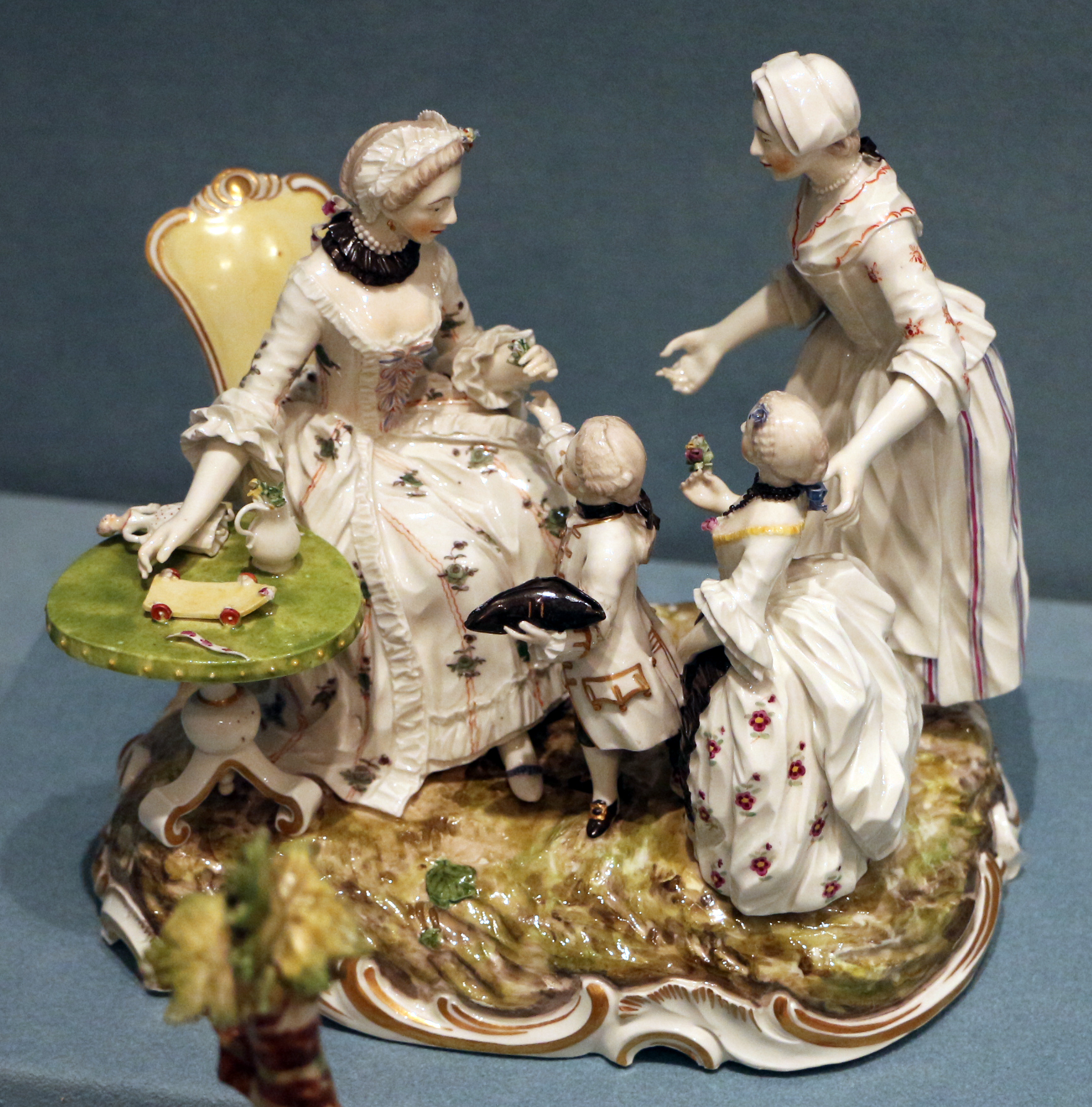
Домашняя сцена. Ок. 1770 г.
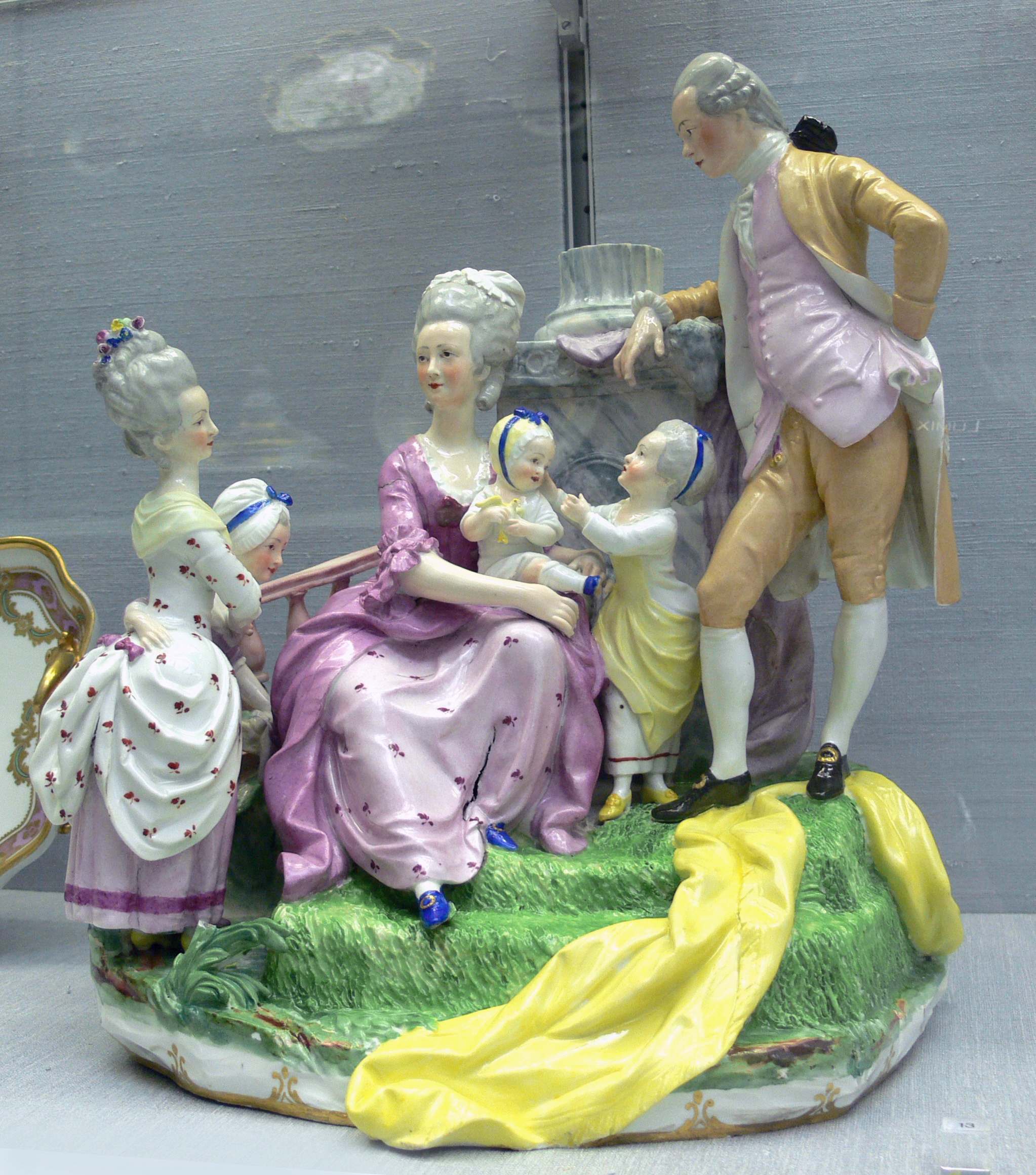
Семья эрцгерцога Леопольда. 1775–1780
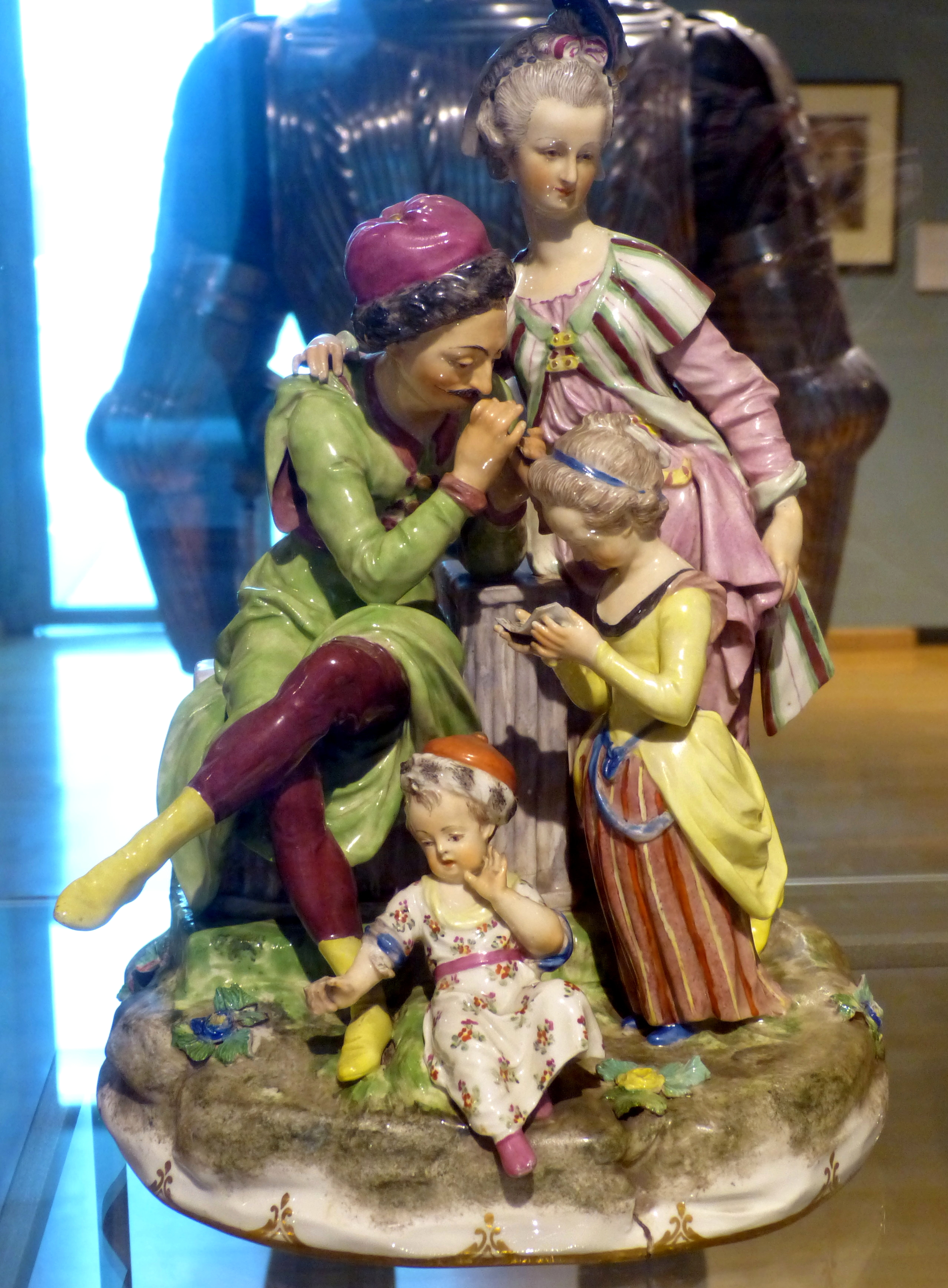
Польская семья. 1780
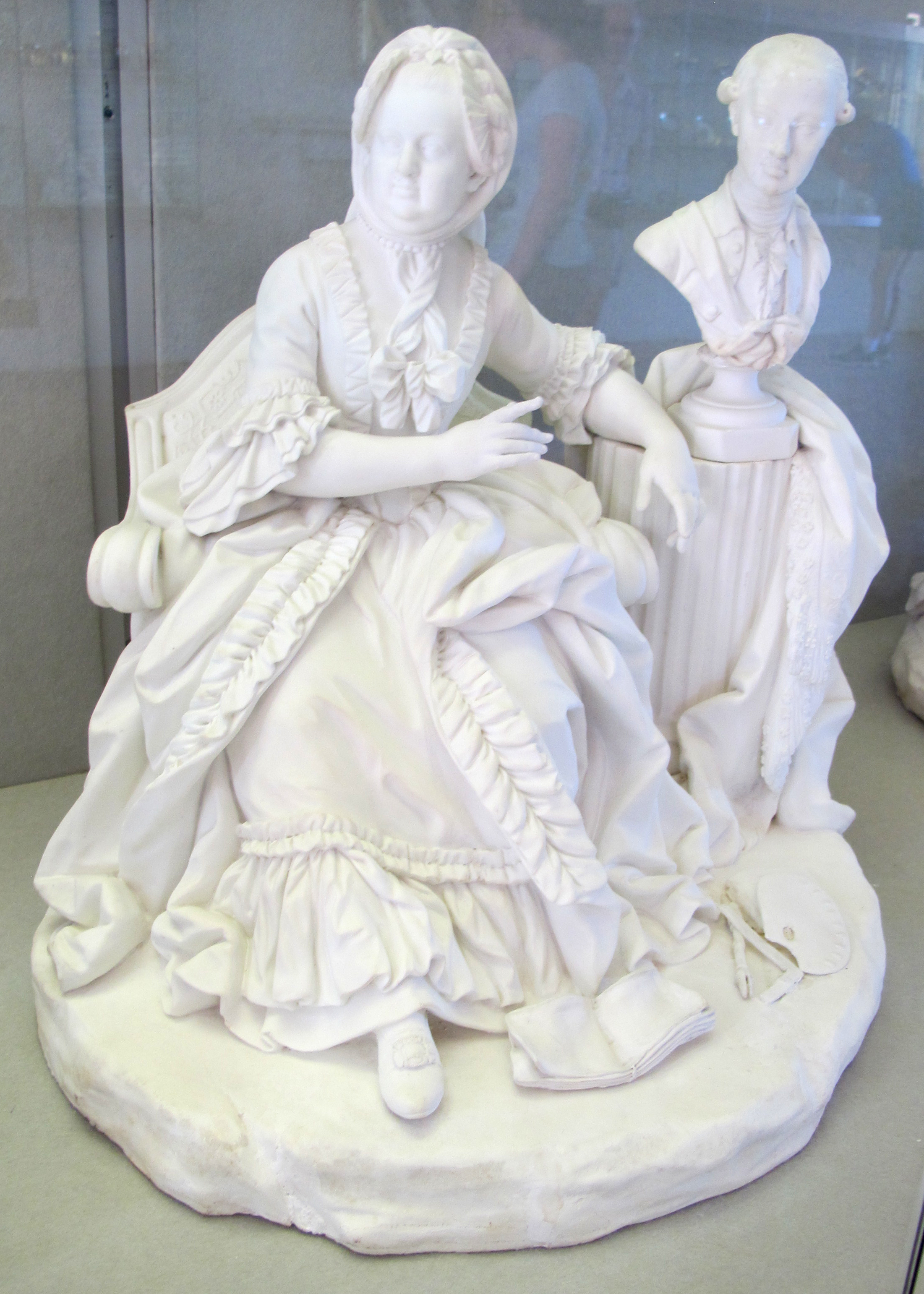
Парные скульптуры: Императрица Мария Терезия. 1790. Бисквит
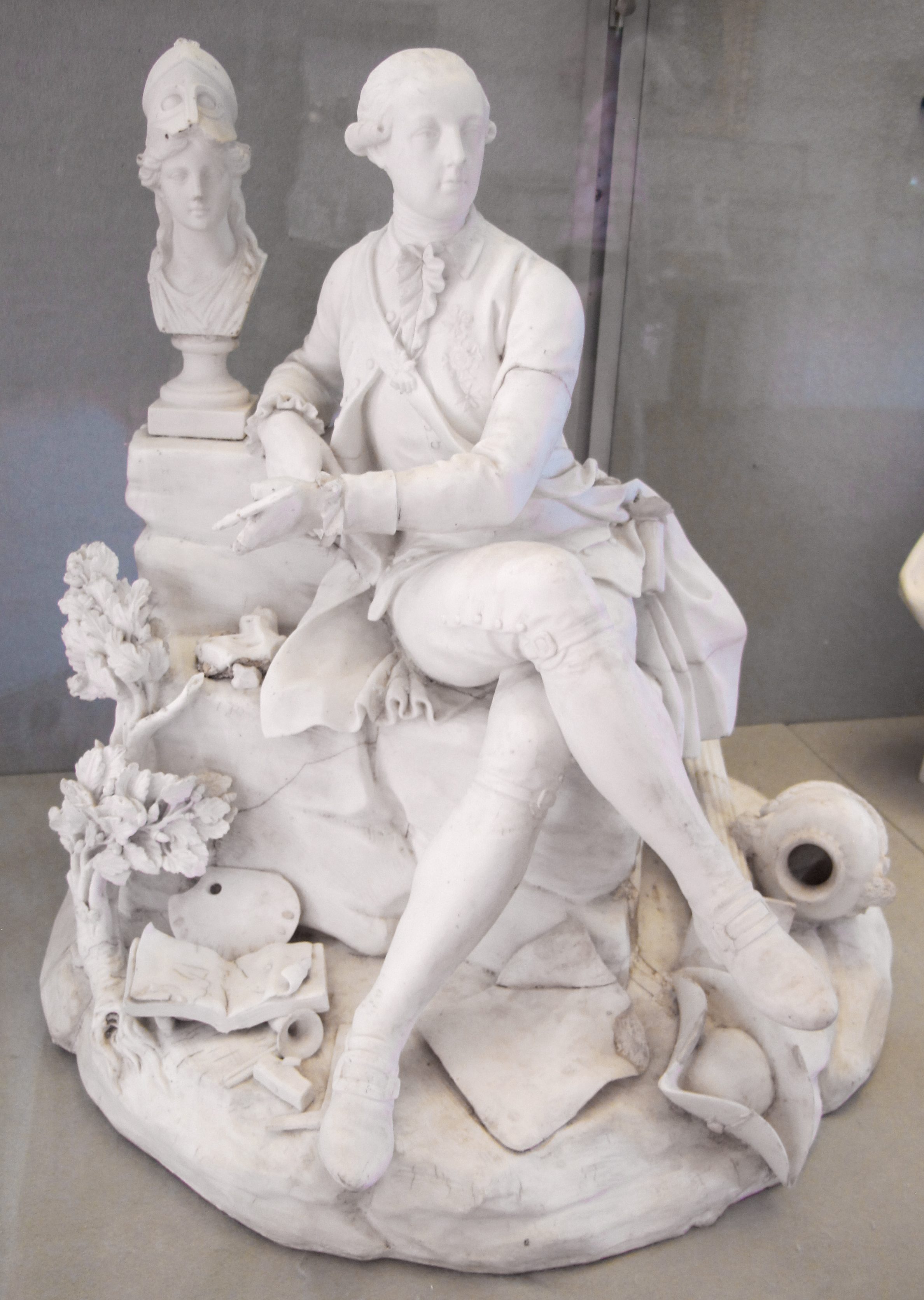
Император Иосиф II Австрийский. 1790. Бисквит